# Rodamina 6G
Rodamina 6G /ˈroʊdəmiːn/ é um corante altamente fluorescente da família rodamina. É frequentemente usado como um corante traçante em água para determinar a taxa e direção de fluxo e correntes. Corantes rodamina fluorescem e portanto podem ser detectados facilmente e de forma barata com instrumentos chamados fluorômetros. Corantes rodamina são usados extensivamente em aplicações biotecnológicas tais como microscopia de fluorescência, citometria de fluxo, espectroscopia de correlação de fluorescência e testes ELISA. 

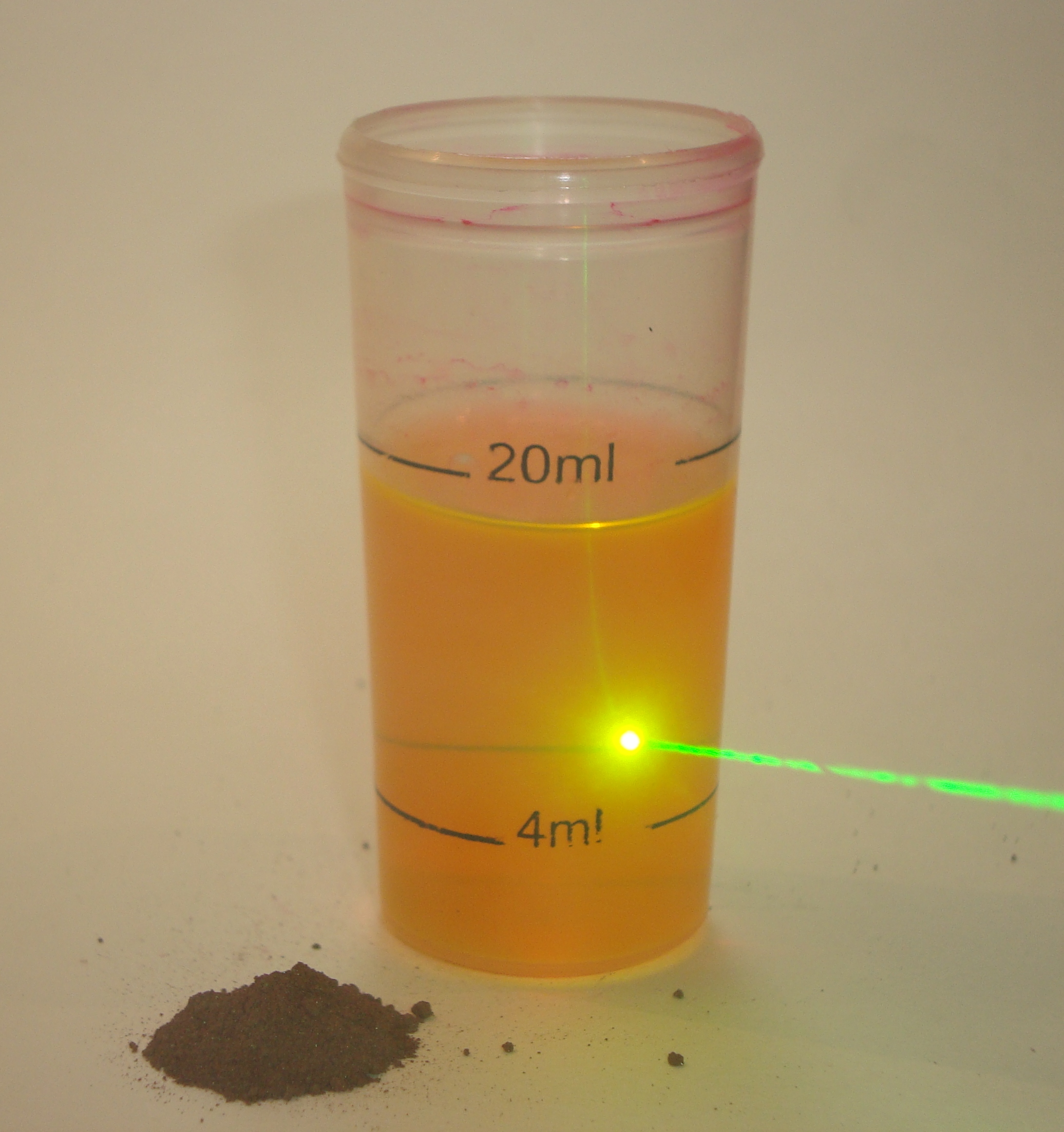
Cloreto de rodamina 6G em pó misturada com metanol, emitindo luz amarela sob iluminação de laser verde.

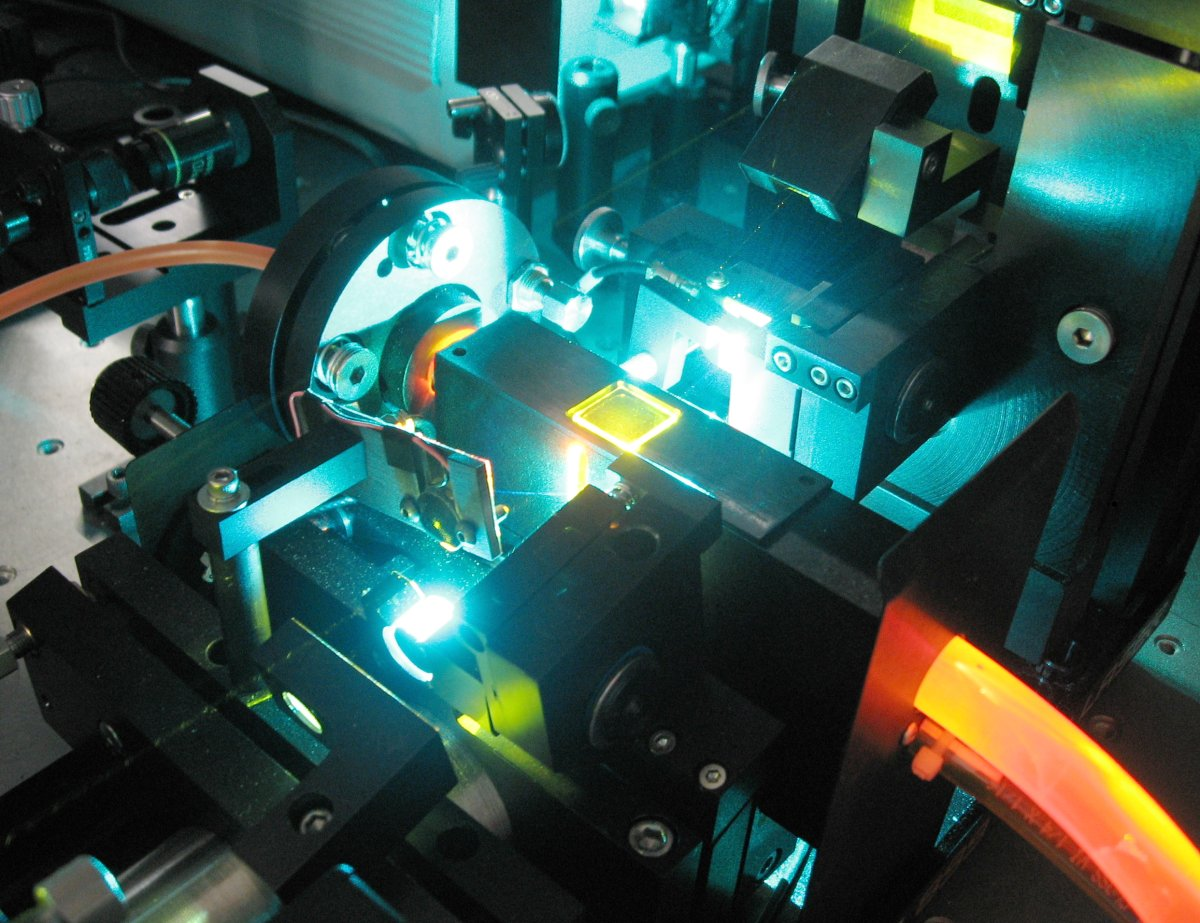
Corante laser baseado em rodamina 6G. A solução corante é o fluido laranja nos tubos.

Rodamina 6G é é também usada como um corante laser, ou meio de ganho, em corantes laser,  e realçado pelo 2° harmônico (532 nm) de um laser Nd:YAG ou laser de nitrogênio. O corante tem uma notavelmente alta fotoestabilidade, alta fluorescência rendimento quântico (0.95), baixo custo, e sua gama de emissão laser tem proximidade com sua absorção máxima (aproximadamente 530 nm). A gama de emissão laser do corante é de 555 a 585 nm com um máximo a 566 nm.
Rodamina 6G normalmente apresenta-se em três diferentes formas. O cloreto de rodamina 6G é um pó bronze/vermelho com a fórmula química C27H29ClN2O3. Embora altamente solúvel, esta formulação é muito corrosiva a todos os metais exceto aço inoxidável. Outras formulações são menos solúveis, mas também menos corrosivas. O perclorato de rodamina 6G (C27H29ClN2O7) apresenta-se na forma de cristais vermelhos, enquanto o tetrafluoroborato de rodamina 6G (C27H29BF4N2O3) aparece como cristais marrons.

## Solubilidade
Butanol (40 g/l), etanol (80), metanol (400), propanol (15), MEG (50), DEG (100), TEG (100), isopropanol (15), etoxietanol (25), metoxietanol (50), dipropilenoglicol (30) e PEG (20).

## Segurança e saúde
São relatadas ações mutagênicas do corante rodamina B e 6G em Salmonella e em células ovarianas de Hamster.